# Ciliatotropis striata
Ciliatotropis striata is een slakkensoort uit de familie van de Capulidae. De wetenschappelijke naam van de soort is voor het eerst geldig gepubliceerd in 1985 door Golikov in Golikov & Scarlato.